# Madagaskarbladneusslang
De madagaskarbladneusslang (Langaha madagascariensis) is een niet-giftige slang uit de familie Pseudoxyrhophiidae.

## Naam en indeling
De wetenschappelijke naam van de soort werd voor het eerst voorgesteld door Pierre Joseph Bonnaterre in 1790. De soort stond lange tijd bekend onder de wetenschappelijke naam Langaha nasuta, waardoor deze in de literatuur nog veel wordt gebruikt. De soortaanduiding madagascariensis betekent vrij vertaald 'levend in Madagaskar'.

## Uiterlijke kenmerken

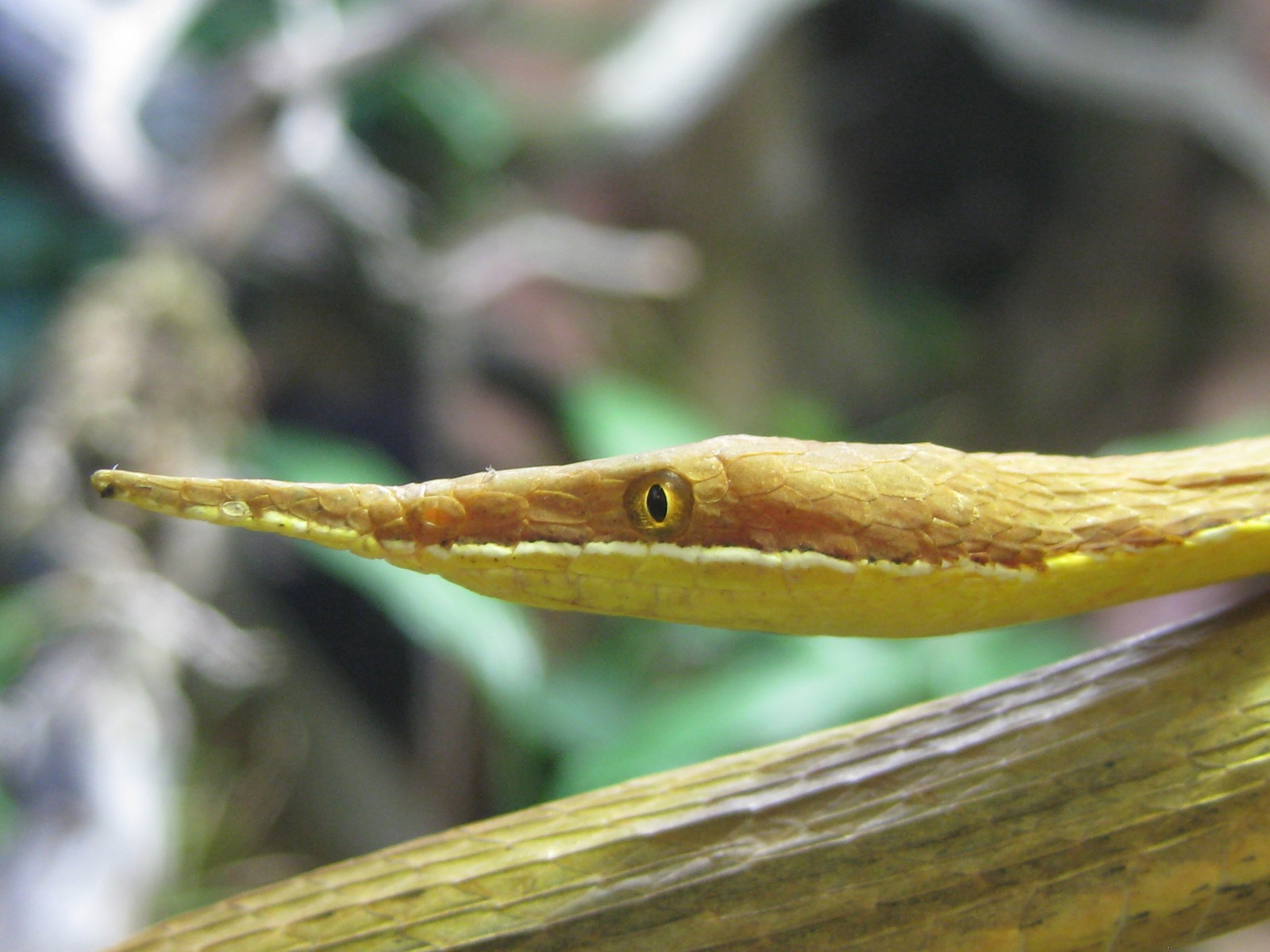
Mannetje met spits uitsteeksel aan de snuitpunt

De mannetjes zijn lichtbruin met een gele buikzijde, vrouwtjes daarentegen meer grijsbruin met kleine donkere vlekjes. Ze hebben een opvallende huidflap aan het uiteinde van de snuitpunt. snuit. Het mannetje heeft aan de top een lange punt, het vrouwtje een breder, meer bladvormig uitsteeksel. De madagaskarbladneusslang heeft een lang, dun, twijgvormig lichaam, de totale lichaamslengte bedraagt ongeveer 70 tot 90 centimeter.

## Levenswijze
Deze in bomen levende, zowel nacht- als dagactieve slang, leeft voornamelijk van hagedissen en kikkers. Ze zijn heel goed gecamoufleerd tussen de lianen en takken van de bomen. Deze slang is eierleggend.

## Verspreiding en habitat
De madagaskarbladneusslang komt voor in delen van Afrika en leeft endemisch op Madagaskar in het noorden en delen van het westelijke deel van het eiland. Daarnaast is de soort ook te vinden op het eilandje Nosy Be. De habitat bestaat uit vochtige tropische en subtropische laaglandbossen en tropische en subtropische droge bossen.

## Beschermingsstatus
Door de internationale natuurbeschermingsorganisatie IUCN is de beschermingsstatus 'veilig' toegewezen (Least Concern of LC).